# Mario Slam Basketball
Mario Slam Basketball, noto in Giappone come Mario Basket 3on3 (マリオバスケ 3on3?, Mario Basuke 3on3) e in Nord America come Mario Hoops 3-on-3, è un videogioco sviluppato da Square Enix per Nintendo DS. È il primo gioco in cui i personaggi di Mario e quelli di Final Fantasy appaiono insieme. Inoltre è il secondo gioco di Mario sviluppato dalla Square dopo Super Mario RPG, ed è (assieme a Mario Sports Mix) l'unico gioco di Mario in cui si pratica la pallacanestro.

## Modalità di gioco
Il gioco comprende diverse modalità, tra le quali Sfida, Torneo, Esibizione e Wireless. La modalità Sfida permette ai giocatori di allenarsi grazie a delle semplici sfide proposte dal gioco (Allenamento, Super Tiro, Corsa Palleggi-Prova a Tempo). Mentre la modalità Torneo è il cuore del gioco. I tornei possono essere giocati sia in modalità Principiante che Esperto. Ogni Torneo è suddiviso in tre partite, a differenza dell'ultimo torneo che contiene una sfida speciale in cui giocano quattro dei personaggi di Final Fantasy. Infine, la modalità esibizione permette di giocare una partita libera e sceglierne le caratteristiche (come durata e numero di periodi). La modalità multiplayer doveva inizialmente supportare la Nintendo Wi-Fi Connection, ma è stata all'ultimo momento rimossa e sostituita con una più semplice modalità wireless. Due giocatori possono giocare insieme anche con una sola cassetta.

### Mosse speciali
Un canestro effettuato normalmente vale 20 punti entro la linea dei 3 punti, 30 fuori da essa, mentre quelli effettuati con le mosse speciali valgono 40 punti. Le mosse speciali sono dei tiri particolari che ogni personaggio esegue in modo differente. Per attivare le mosse speciali, il giocatore deve 'palleggiare' sul touch screen in modo da formare una simbolo (ad esempio, un triangolo). La mossa speciale è infallibile a meno che non venga effettuata da troppo lontano, ma è comunque impossibile da deviare.

## Personaggi

### Personaggi iniziali
- Mario
- Luigi
- Principessa Peach
- Principessa Daisy
- Wario
- Waluigi
- Yoshi
- Donkey Kong
- Diddy Kong
- Bowser Jr.

### Personaggi sbloccabili
- Bowser
- Dixie Kong
- Tipo Timidottero
- Paratroopa
- Strutzi
- Boo
- Ninja
- Moguri
- Kyactus
- Mago Nero
- Maga Bianca

## Doppiatori
- Charles Martinet (Mario, Luigi, Wario, Waluigi)
- Jen Taylor (Principessa Peach, Dixie Kong)
- Deanna Mustard (Principessa Daisy, Maga Bianca)
- Takashi Nagasako (Donkey Kong)
- Kazumi Totaka (Yoshi, Strutzi)
- Scott Burns (Bowser)
- Dolores Rogers (Bowser Jr.)